# 금산 미륵사 석조
금산 미륵사 석조(錦山 彌勒寺 石槽)는 대한민국 충청남도 금산군 복수면 지량리에 있는 석조이다. 2010년 12월 30일 충청남도의 문화재자료 제409호로 지정되었다.

## 개요
금산 미륵사석조는 일반적인 테를 갖고, 남쪽 상단부에 낙수홈대를 마련하였고 내부 바닥 가운데에 물을 빼는 배수구멍이 있다. 낙수홈대는 밖으로 돌출되게 만들었고, 동쪽 벽의 위쪽을 오목하게 파서 물이 넘치지 않게 흘러 나가도록 하였으며 동쪽 벽 일부가 파손되었으나 원래의 형태를 알 수 있다. 길이 237cm, 너비 150cm, 내면 깊이 55cm이며 고려시대에 만들어진 것으로 추정된다.

## 참고 문헌
- 금산 미륵사 석조 - 국가유산청 국가유산포털